# Cliftonia
Cliftonia é um género botânico pertencente à família Cyrillaceae.
1. ↑  «Cliftonia — World Flora Online». www.worldfloraonline.org. Consultado em 19 de agosto de 2020